# ورزشگاه دوچرخه‌سواری آزادی
ورزشگاه دوچرخه‌سواری آزادی یک ورزشگاه ویژه دوچرخه‌سواری در مجموعه ورزشی آزادی شهر تهران است.
ساخت این ورزشگاه در سال ۱۳۵۱ آغاز و در سال ۱۳۵۳ همزمان با برگزاری بازی‌های آسیایی ۱۹۷۴ تهران گشایش یافت. شوربختانه در سال‌های نخستین بهره‌برداری این ورزشگاه دچار آسیب‌های سخت گردید که در سال‌های پس از آن با شدت گرفتن آسیب عملاً ورزشگاه از کارایی افتاد. سرانجام در سال ۱۳۸۳ به دست مهندسان ایرانی بازسازی شد و همزمان با سالروز آزادسازی خرمشهر در روز سوم خرداد ۱۳۸۵ بازگشایی شد.
این ورزشگاه با مساحت ۶۵۰۰ متر مربع یکی از بزرگترین ورزشگاه‌های دوچرخه‌سواری در خاورمیانه است که از امکانات زیر بهره‌مند است:
- دفتر مدیریت پیست
- فدراسیون دوچرخه سواری
- خوابگاه ورزشکاران
- ۲۳ رختکن
- جایگاه میهمانان ویژه و بلندپایه
- جایگاه خبرنگاران و میهمانان
- سکوهای تماشاچیان با گنجایش ۲۵۰۰ نفر
- واحدهای صدا، برق و نمایشگر

درازای پیست دوچرخه سواری آن ۳۳۳ متر است و این در سمت جنوب غربی ورزشگاه آزادی تهران جای گرفته است.